# Cercle de Vienne

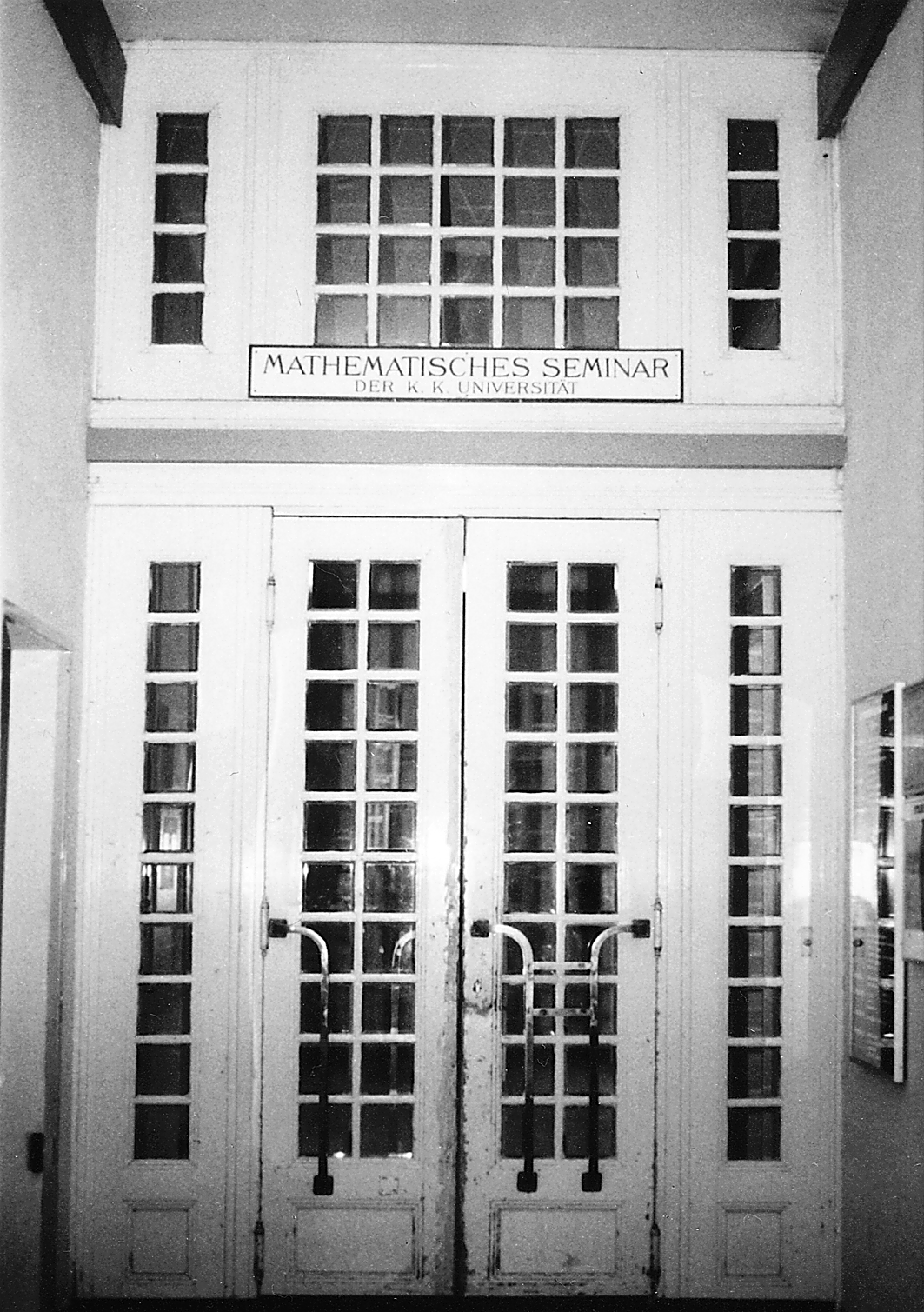
Entrée du « Séminaire de mathématiques » à l'Université de Vienne, Boltzmanngasse, lieu de rendez-vous du Cercle de Vienne.

Le cercle de Vienne, ou Wiener Kreis, est un groupement de savants et philosophes qui a fonctionné à Vienne, de 1923 – mais officiellement 1929 sous le nom de Société Ernst-Mach – jusqu'à l'assassinat de son chef de file, Moritz Schlick, le 22 juin 1936, après quoi le club se dispersa. Le Cercle existait de manière informelle déjà avant la Première Guerre mondiale. L’ouvrage de Ludwig Wittgenstein, Tractatus logico-philosophicus (1921), est un des textes de cette époque qui servit de « Bible » à la pensée viennoise.

## Programme du cercle
Le Cercle de Vienne s'est constitué d'abord comme un mouvement de promotion de l’empirisme logique (ou « positivisme logique »), et s'inscrit dans une double tradition philosophique, celle du rationalisme et celle de l'empirisme. Il a développé une critique radicale de la métaphysique spéculative. Ce mouvement fait suite aux travaux de Gottlob Frege, Ernst Mach (dont, après Ludwig Boltzmann, Schlick était le successeur à la chaire de philosophie des sciences), de Ludwig Wittgenstein, Bertrand Russell, et a été influencé par George Edward Moore et Karl Popper.
Il n’existe pas de doctrine commune au Cercle, et celui-ci se caractérise moins par des dogmes que par un programme commun. 
Le Cercle développe en effet ce qu'il appelle une « conception scientifique du monde », dont trois éléments majeurs prédominent.
1. Les sciences doivent être unifiées dans le langage de la physique (réductionnisme des sciences empiriques) ou de la logique (logicisme), car toute connaissance est soit empirique soit formelle.
2. La philosophie est une élucidation des propositions scientifiques, éthiques et esthétiques par l'analyse logique ; elle ne se réduit certes pas à une théorie de la connaissance mais celle-ci en constitue toutefois le point de départ.
3. Cette conception affirme que les énoncés métaphysiques sont dépourvus de sens (Unsinnig) : les problèmes philosophiques traditionnels auraient été mal posés, et leurs solutions auraient été exprimées inadéquatement. Cette thèse trouve sa première formulation avec Ludwig Wittgenstein dans le Tractatus logico-philosophicus : la plupart des énoncés métaphysiques sont dépourvus de sens car ils ne peuvent être justifiés par l'expérience ; ils ne portent pas sur le monde, mais ils nous renseignent plutôt sur la façon dont le langage fonctionne (conception partagée par Rudolf Carnap en 1934[5]). Il y a eu plusieurs tentatives pour réfuter cette conception de la philosophie analytique, en particulier par Strawson, par David Lewis ou, en France, par Frédéric Nef, conduisant à la métaphysique analytique.

## Membres

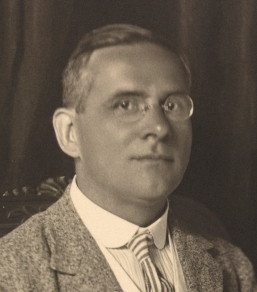
Moritz Schlick
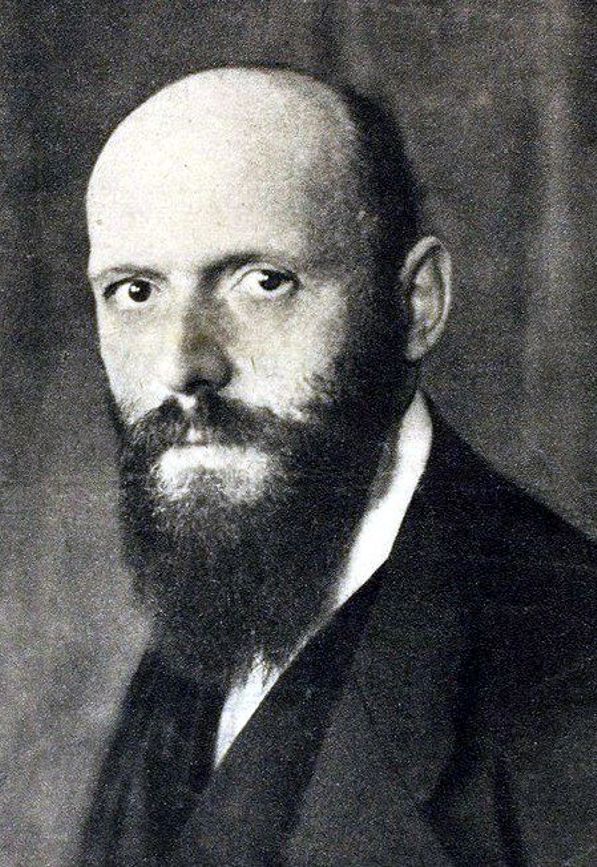
Otto Neurath
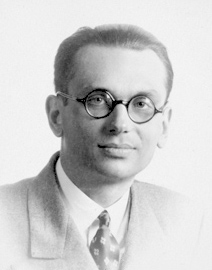
Kurt Gödel
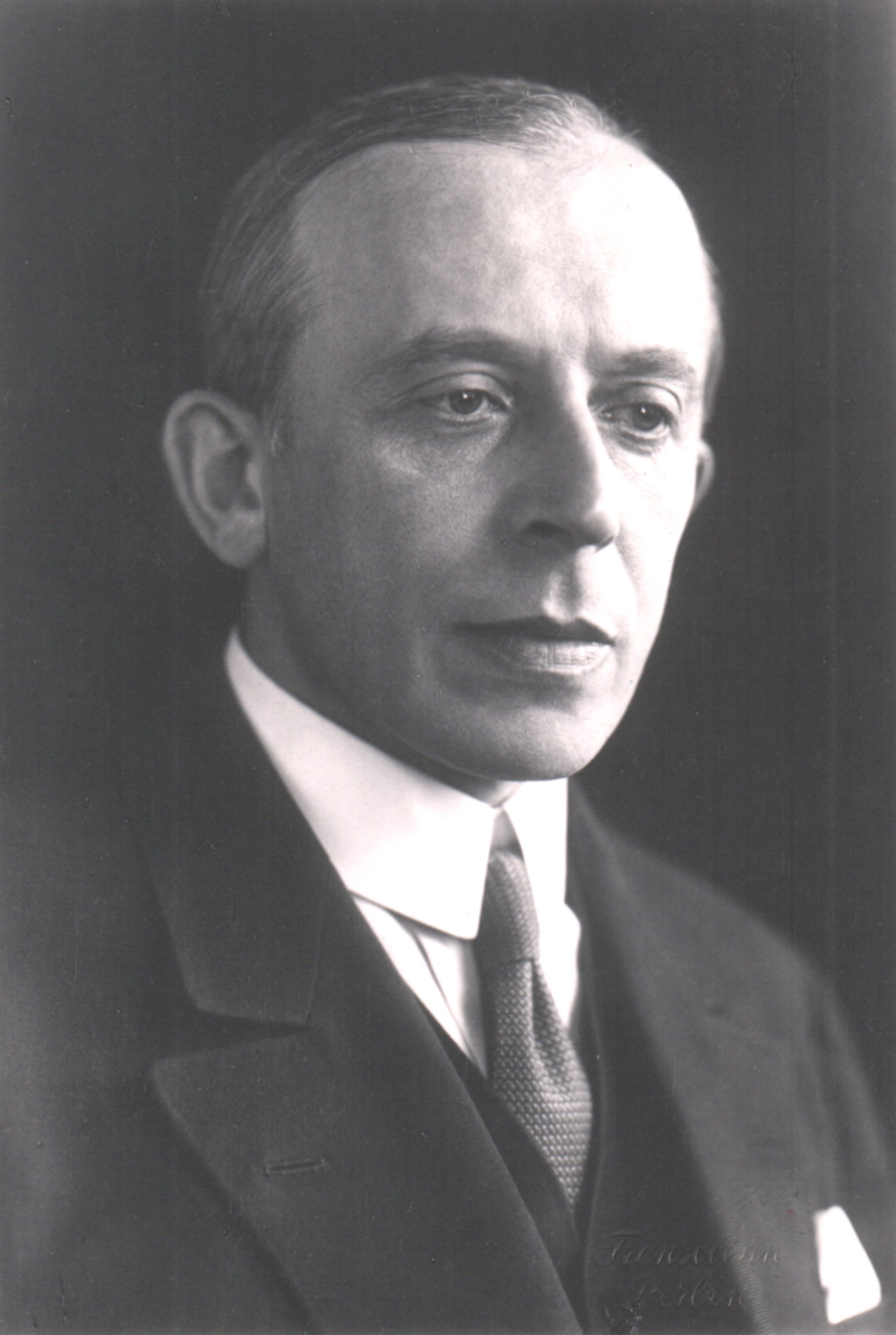
R. von Mises

Les membres du cercle les plus actifs ont été Moritz Schlick, Hans Hahn, Philipp Frank, Rudolf Carnap, Eino Kaila, Otto Neurath, Olga Hahn-Neurath, Felix Kaufmann, Edgar Zilsel, Arne Næss, Herbert Feigl, Richard von Mises, Karl Menger, Kurt Gödel, Friedrich Waismann et Viktor Kraft.
Le Cercle de Vienne a fait l'objet de visite occasionnelle de Alfred Tarski, Hans Reichenbach, Carl Gustav Hempel, Willard Van Orman Quine, Ernest Nagel, Alfred Jules Ayer, Oskar Morgenstern et Frank P. Ramsey.
Ludwig Wittgenstein et Karl Popper furent en rapport étroit avec le Cercle, mais ils ne participèrent jamais aux rencontres.